# 가온고등학교
가온고등학교는 대한민국 경기도 안성시 발화동에 있는 사립 고등학교로, 이 학교는 1978년 3월 2일에 경기안성여자상업고등학교로 첫 개교되었다.

## 학교 연혁
- 1977년 4월 30일 : 학교법인 청송학원 설립인가
- 1977년 : 안성여자상업고등학교 설립인가
- 1978년 3월 2일 : 개교
- 1981년 2월 13일 : 제1회 졸업식
- 1996년 9월 25일 : 안성여자정보산업고등학교로 교명 변경
- 1998년 3월 : 안성종합고등학교 교명 변경
- 2008년 9월 : 가온고등학교로 교명 변경

## 설치 학과
- 7차일반정보학과
- 디지털미디어학과

## 참고 자료
- 가온고등학교 - 한국교육학술정보원 학교알리미